# Uwikłani w płeć

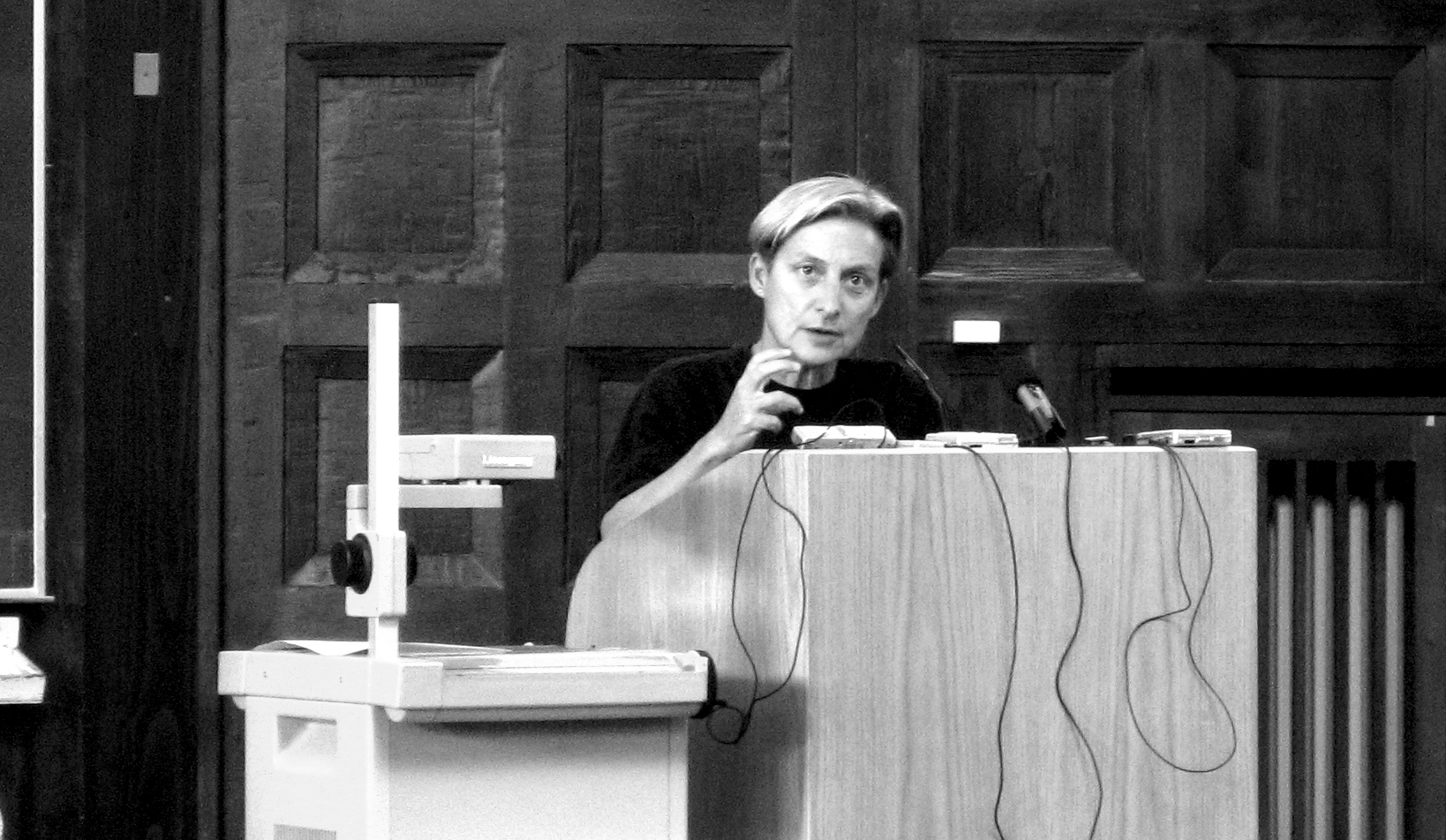
Autorka książki, Judith Butler, podczas wykładu.

Uwikłani w płeć (ang. Gender Trouble: Feminism and the Subversion of Identity) – książka z 1990 r. autorstwa Judith Butler, mająca duży wpływ na akademicki ruch feministyczny (szczególnie na filozofię feministyczną) oraz odgrywająca kluczową rolę w queer theory. W książce tej po raz pierwszy zaprezentowano koncepcję performatywności płci.

## Podmioty płci/rodzaju

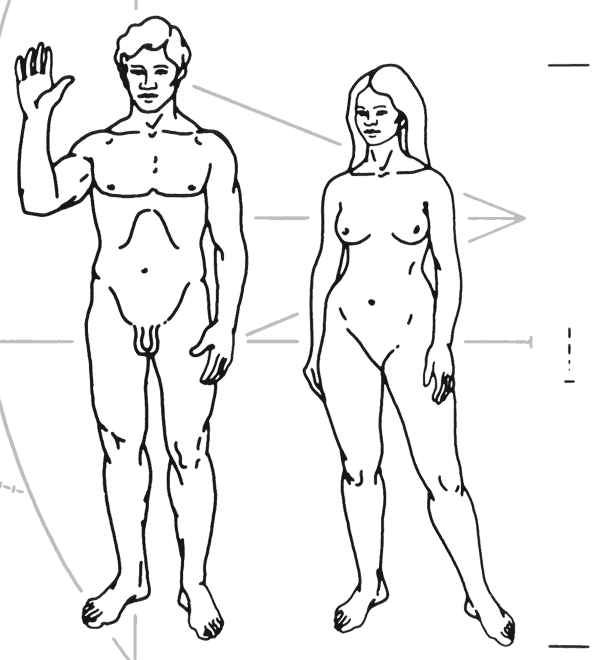
Płytka Pioneera: mężczyzna z zaznaczonymi narządami płciowymi jako gospodarz planety na pierwszym planie aktywnie wita podnosząc rękę, kobieta bez zaznaczonych narządów płciowych stoi obok biernie

### Tożsamość kobiet i mężczyzn
Butler rozpoczyna książkę krytyką obecnego w teorii feministycznej założenia, że istnieje absolutna tożsamość kobieca, która potrzebuje reprezentacji w polityce i języku. Dla Butler kobiecość i męskość są kategoriami konstruowanymi przez klasę społeczną, pochodzenie etniczne i kulturowe, seksualność i inne uwarunkowania. Tożsamości te nie są zatem stałe i niezmienne – podlegają nieustannemu różnicowaniu (zob. proliferacja). To, zdaniem Butler, sprawia, że należy unikać polityki przyjmującej założenie jednorodnej tożsamości (zob. polityka tożsamości) na rzecz nowej formy feminizmu, uwzględniającej ogromne zróżnicowanie kobiet i mężczyzn.

### Problematyzacja podziału nasexigender
Jedną z głównych tez książki jest reinterpretacja podziału na płeć społeczną (ang. gender) i biologiczną (ang. sex). Według tego podziału płeć biologiczna jest statyczną, konstytutywną cechą organizmu, natomiast gender ma charakter społeczno-kulturowy i dynamiczny. Zdaniem Butler nie potrafimy postrzegać innych ludzi bez kontekstu płciowego. Butler, polemizując z Lacanem, twierdzącym, że płeć kulturowa jest nakładana w dyskursie na absolutną, predyskursywną płeć biologiczną, stwierdza, że oba te wymiary płci mają charakter dyskursywny i kulturowy. Sposób rozumienia i opisywania płci biologicznej jest ukontekstualizowany w kulturze – zdeterminowany przez zakodowane w języku przekonania i dostępną aparaturę pojęciową. Zdaniem niektórych socjologów (Marian Kempny) nauka, w tym biologia, jest jedynie jednym z procesów kulturowych i należy ją analizować w odniesieniu do kultury.
Wrażenie, że płeć biologiczna jest naturalna, niezmienna i absolutna spowodowane jest, zdaniem Butler, wykonywaniem przez społeczeństwo powtarzających się czynności, rytuałów, artykulowaniem przekonań itp. (zob. akty performatywne). Działania te polegają na przypisywaniu kobietom i mężczyznom rozmaitych cech, w taki sposób, że zdają się one wynikać z uwarunkowań biologicznych, choć w rzeczywistości wynikają z kultury (proces ten nazywany jest naturalizacją). Tak jak płeć kulturowa jest tworem kultury i społeczeństwa, tak płeć biologiczna jest jedynie kulturową interpretacją biologii zdeterminowaną przez dominujące w społeczeństwie przekonania i postawy. Z tego powodu płeć biologiczna stanowi wyłącznie retrospektywny produkt płci kulturowej, tworzący iluzję jej naturalności, organiczności i pierwotności. To oznacza, że zarówno płeć kulturowa, jak i sposób rozumienia płci biologicznej są konstruktami społecznymi (zob. konstrukcjonizm społeczny).

### Związki władzy i płciowych kategorii tożsamościowych

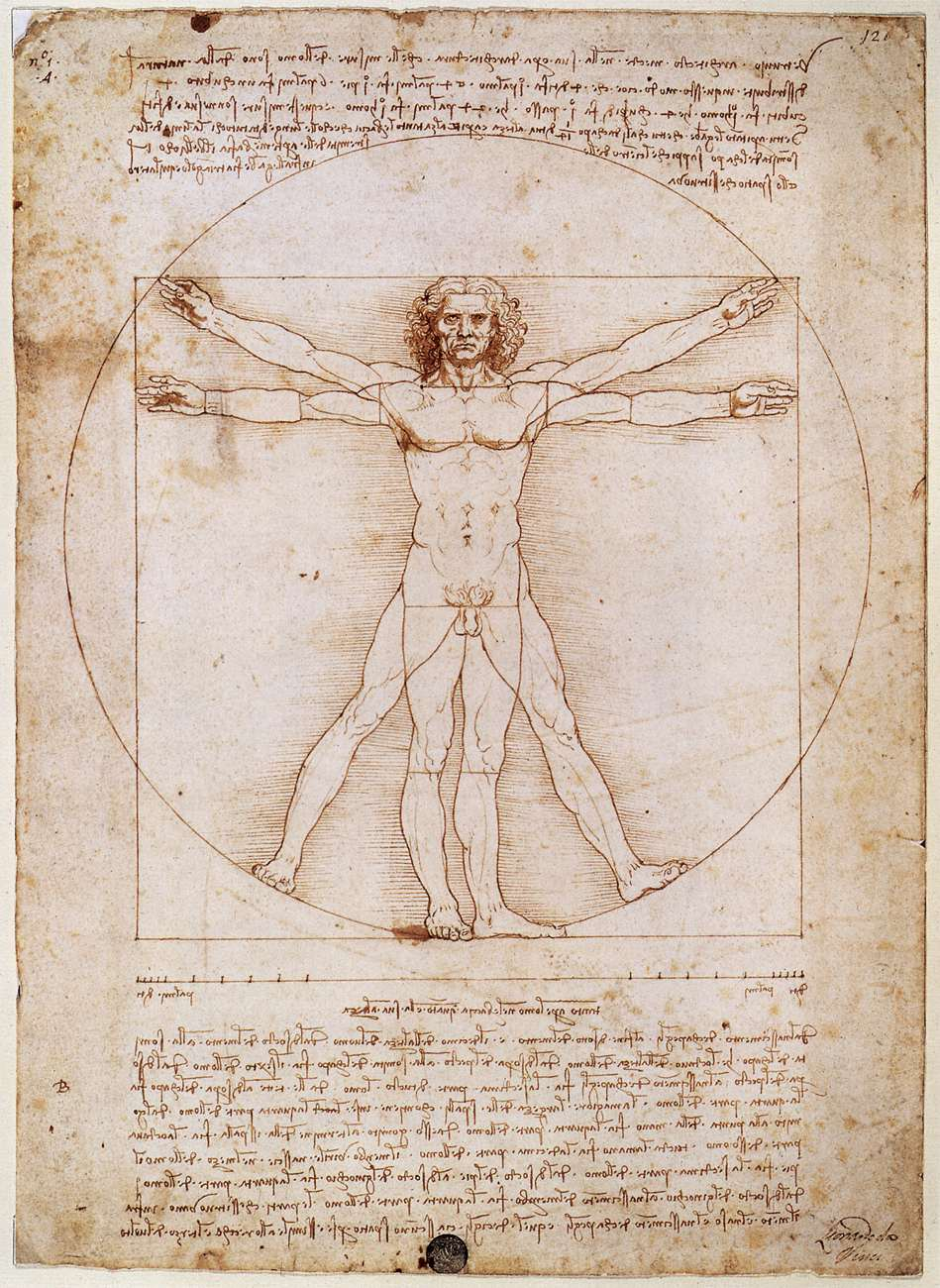
Człowiek witruwiański: gdy chcemy narysować człowieka, rysujemy mężczyznę.

Butler, komentując prace filozofek Simone de Beauvoir i Luce Irigaray, wskazuje na związki między władzą a kategoriami płciowymi. Dla Beauvoir, kobiety definiują swoją tożsamość poprzez relację z mężczyzną, przyjmując rolę „matki, żony i kochanki”. „Matka” to ktoś, kto już poznał mężczyznę, „żona” lub „kochanka” to stała lub przelotna partnerka mężczyzny. W ten sposób tożsamość kobiety zostaje zredukowana do roli instrumentu, rekwizytu potrzebnego mężczyznom do realizacji ich własnych celów. Kobiety rezygnują z własnego życia, z własnej kariery, rozwoju po to, aby mężczyźni mogli korzystać z tych dóbr w maksymalnym stopniu. Jednocześnie od dzieciństwa uczone są, że nie posiadają tych samych umiejętności co oni i że ich tożsamość polega na podporządkowaniu się mężczyznom (zob. Kinder, Küche, Kirche). Luce Irigaray twierdzi z kolei, że tożsamość kobiety ma negatywny status ontologiczny – nie ma charakteru podmiotowego, lecz polega jedynie na braku tożsamości mężczyzny. To mężczyzna jest definiowany jako człowiek, natomiast kobieta jest bytem oddzielnym, zawieszonym w próżni. Kobiety próbujące zamanifestować swoją tożsamość i podmiotowość przejmują tożsamość mężczyzn, zamiast tworzyć własną, pozytywną kategorię, abstrahującą od relacji z mężczyzną.
Butler krytykuje stanowisko filozofek stwierdzając, że obie przyjmują założenie o istnieniu absolutnych kategorii tożsamościowych związanych z płcią. Te kategorie, konstruowane na założeniu naturalności, pierwotności, predyskursywności i organiczności płci są nieadekwatne ze względu na fakt, że tworzy się je w sposób performatywny, kulturowy. Kategorie te nie są usankcjonowane w biologii, lecz w opresywnej kulturze, która stawia kobiety w gorszej pozycji od mężczyzn. Za aktami performatywnymi nie kryje się żadna absolutna tożsamość płciowa, polegają one de facto nie na ekspresji tożsamości, lecz na jej nieustannej konstrukcji i wzmacnianiu. Wykonywanie aktów preformatywnych jest dla jednostek partycypujących w społeczeństwie koniecznością, gdyż jakiekolwiek próby ich deregulacji spotykają się z negatywną reakcją otoczenia. Nieustanność i powszechność performatywności prowadzi do naturalizacji tożsamości – wytworzenia iluzji ich naturalności, biologiczności i predyskursywności. Kategorie „kobiety” i „mężczyzny” pozostają zależne od kultury, otwarte na nowe interpretacje i resygnifikację (zmianę znaczenia). Butler zachęca do prezentowania alternatywnych względem opresywnej kultury przekonań o kobiecości i męskości poprzez pokazywanie, że role płciowe nie wynikają z biologii, lecz z uwarunkowań społeczno-kulturowych.